# Pobrđe (Kotor, Crna Gora)
Pobrđe je naselje u Boki kotorskoj, u općini Kotor. Naselje je smješteno u mikroregiji Grbalj, u oblasti Donji Grbalj.	

## Crkve u Pobrđu
- Crkva Sv. Jovana[1]

## Stanovništvo
Stanovnici Pobrđa pripadaju bratstvima:Batute, Kneževići, Milojko, Vulovići i Tomičići.

### Nacionalni sastav po popisu 2003.
- Srbi - 70
- Crnogorci - 48
- Ostali - 1

## Gospodarstvo
Pobrđani se uglavnom bave zemljoradnjom i svinjarstvom, tj. uzgojem sitne stoke. Problem za lokalne zemljoradnike je nedostatak vode, no općinske su vlasti u tom smislu povukle neke korake, pa je realno očekivati podizanje kvalitete spomenutih gospodarskih grana.